# Kapitolinska triaden

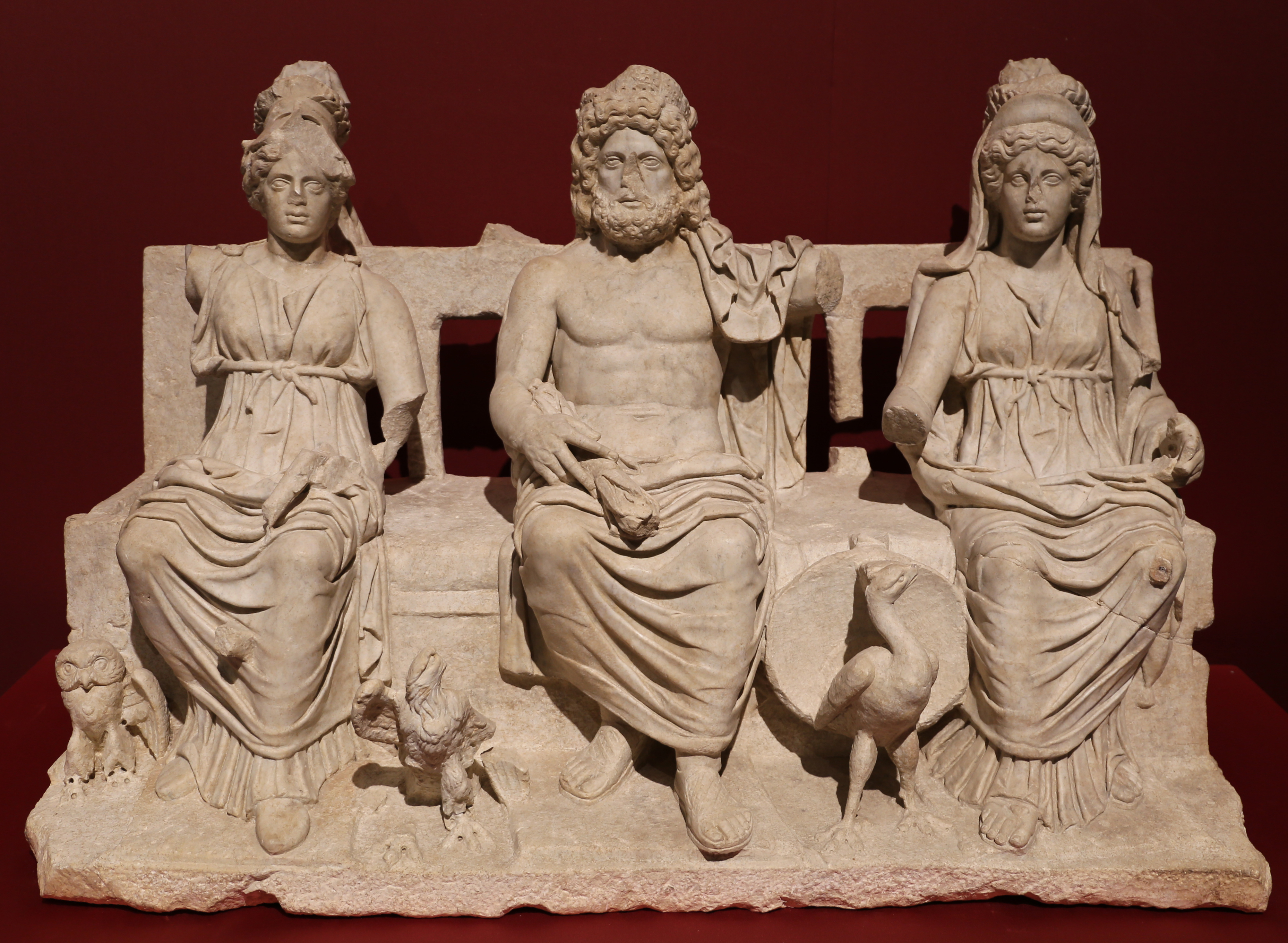
Kapitolinska triaden.

Den Kapitolinska triaden var namnet på de romerska gudarna Jupiter, Juno och Minerva när dessa dyrkades i en kollektiv enhet, triad eller treenighet.
Ett stort tempel på Capitolium i Rom var tillägnad dem, vilket gav dem deras namn. De intog en central plats i romarrikets offentliga religionsutövning. 

## Bakgrund
Föreningen av två kvinnliga och en manlig gud i en treenighet var ovanlig inom indoeuropeisk religion. Den antas härstamma från triaden mellan de etruskiska gudarna Tinia, Uni och Menrva, som i sin tur ursprungligen utgjorde en ännu äldre arkaisk triad. 
Den Kapitolinska triadens tempel på Capitolium i Rom uppfördes av kung Lucius Tarquinius Superbus under namnet Aedes Iovis Optimi Maximi Capitolini. Det fanns ytterligare ett tempel åt triaden i Rom, Capitolium Vetus på Quirinalen. Förutom i Rom uppfördes tempel till den Kapitolinska triaden i många andra städer i både Italien och övriga romerska provinser, särskilt under den tidiga kejsartiden. Ett av de tidigaste utanför Rom var templet i Emporion i romerska Spanien. Namnet Capitolium kunde användas för alla tempel tillägnat denna triad. Dessa tempel byggdes ofta med tre cellor, en sal till var och en av de tre gudarnas statyer.